# جنو تاپینگ
جنو تاپینگ (انگلیسی: Jenno Topping؛ زادهٔ ۱۹۵۰) تهیه‌کننده فیلم اهل ایالات متحده آمریکا است.